# Фрида
Фрида биографска је филмска драма о мексичкој сликарки Фриди Кало. Филм је режирала Џули Тејмор, а главне улоге играју: Салма Хајек и Алфред Молина.

## Радња
Године 1922. Фрида Кало, са 18 година, имала је трауматичну несрећу у аутобусу са дрвеним каросеријама, који се сударио са трамвајем. Прободену металним стубом, повреде које задобије прогоне је до краја живота. Да би јој помогао да се опорави, отац јој доноси платно да слика.
Чим се Фриди врати способност да хода са штапом, она посећује муралисту Дијега Риверу, захтевајући искрену критику њених слика. Ривера се заљубљује у њу и њих двоје започињу дисфункционалну везу. Када је запроси, она му каже да очекује да јој буде веран. Током њиховог брака, Ривера је имао афере са разним женама. У исто време, бисексуалка Кало воли мушке и женске љубавнике, укључујући, у једном случају, исту жену као Ривера.
Пар путује у Њујорк 1934. године, тако да Ривера има прилику да наслика мурал „Човек на раскршћу” на захтев породице Рокфелер унутар Рокфелер центра. Док живи у Сједињеним Државама, Кало доживљава побачај и враћа се у Мексико на сахрану своје мајке. Ривера одбија да компромитује своју комунистичку визију рада за потребе свог покровитеља, Нелсона Рокфелера, и фреска је уништена као резултат. Пар се враћа у Мексико, а Ривера то чини са више невољности.
Калоина сестра, Кристина, усељава се са њима у њихов студио у Сан Анђелу као Риверина помоћница. Убрзо након тога, Кало открива да Ривера спава са њом. Након што га је напустила, она касније пада у алкохолизам, враћајући се у дом своје породице у Којоакану. Они се поново окупљају током прославе Диа де лос Муертос, где он од ње тражи да пожели добродошлицу и да пружи склониште Лаву Троцком, који је добио политички азил у Мексику. Троцки изражава своју љубав према Калоином делу током екскурзије у Теотихуакан и они започињу аферу. Убрзо, супруга Троцког сазнаје за ову аферу, приморавајући пар да напусти безбедност Калоиног дома.
Кало одлази у Париз када Дијего схвата да га је преварила са Троцким. Међутим, Ривера није имао проблема са другим Калоиним пословима, пошто је Троцки био превише важан да би био блиско повезан са својом женом. Када се она врати у Мексико, он тражи развод. 1940. Троцки је убијен у Мексику. Првобитно, полиција сумња да је Ривера организатор убиства. Када не успеју да је пронађу, Кало бива ухапшена. Стиже Кристина и извлачи Кало из затвора, објашњавајући да је Ривера убедио председника Карденаса да је пусти.
Кало је уклонила прсте на ногама када њен доктор примети да их је захватила гангрена. Ривера тражи од Кало да се поново уда за њега и она пристаје. Њено здравље се погоршава, што доводи до ампутације ноге и бронхопнеумоније, због чега је прикована за кревет. Године 1953. Калоин кревет је премештен из њеног дома у музеј, како би могла да посети своју прву самосталну изложбу у својој родној земљи.

## Улоге
| Глумац                   | Улога                     |
| ------------------------ | ------------------------- |
| Салма Хајек              | Фрида Кало                |
| Алфред Молина            | Дијего Ривера             |
| Џефри Раш                | Лав Троцки                |
| Мија Маестро             | Кристина Кало             |
| Ешли Џад                 | Тина Модети               |
| Антонио Бандерас         | Давид Алфаро Сикеирос     |
| Едвард Нортон            | Нелсон Рокефелер          |
| Амелија Запата           | служавка                  |
| Алехандро Усигли         | професор                  |
| Дијего Луна              | Алехандро Гонзалез Аријас |
| Фермин Мартинез          | сликар у аутобусу         |
| Лоло Наваро              | Нани                      |
| Лусија Браво             | модел у амфитеатру        |
| Маргарита Санз           | Наталија Троцки           |
| Патрисија Рејес Спиндола | Матилда Кало              |
| Роџер Рис                | Гиљермо Кало              |
| Валерија Голино          | Лупе Марин                |
| Омар Родригез            | Андре Бретон              |
| Фелипе Фулоп             | Жан ван Хајенорт          |
| Сафрон Бароуз            | Грасије                   |
| Чавела Варгас            | Ла Пелона                 |
| Лајла Даунс              | певачица                  |